# Caroline de Crespigny
Caroline Champion de Crespigny (Durham, 24 de outubro de 1797 — Heidelberg, 26 de dezembro de 1861) foi uma poetisa e tradutora inglesa.